# Колесник Станіслав Миколайович
Коле́сник Станісла́в Микола́йович (нар. 6 березня 1936, Харків) — гітарист, педагог, керівник ансамблю та оркестру. З 1964 — керівник джазових ансамблів, які виступали у м. Києві.

## З життєпису
Учасник фестивалів «Джем сешн67», «Голосієво-88» (Київ), «Джаз на Дніпрі-87» (Дніпропетровськ). Керівник естрадних оркестрів Київського політехнічного інституту (1964—1965), Будинків культури заводів «Червоний гумовик» (1966—1972) і «Червоний екскаватор» (1972). З 1982 року — викладач естрадно-джазового відділу Київського державного музичного училища ім. Р. М. Глієра.
Співавтор збірки «Гитара от блюза до джаз-рока» (К., 1986).